# Heidi Nokelainen
Heidi Aino Elina Nokelainen (geboren am 30. September 1990 in Rautjärvi) ist eine finnische Speerwerferin. 

## Sportliche Laufbahn
Heidi Nokelainen begann 1996 mit dem Speerwurf und wurde damals von der Olympionikin Heli Rantanen trainiert. Bis 2016 startete sie für Simpeleen Urheilijat, einem Sportverein in Simpele und Rautjärvi in Ostfinnland. Später wechselte sie zu Joensuun Kataja in der ostfinnischen Universitätsstadt Joensuu. Nach mehreren Trainerwechseln wird sie wieder von Heli Rantanen trainiert (Stand: 2024).
2011 und 2014 gewann Nokelainen Silbermedaillen bei den Finnischen Leichtathletik-Hallenmeisterschaften. Bei den Finnischen Leichtathletik-Meisterschaften 2015 in Pori gewann sie Bronze. Ihre erste finnische Meisterschaft gewann sie 2016 in Oulu. Bei den Finnischen Meisterschaften 2018 in Jyväskylä gewann sie erneut Bronze, und 2019 in Lappeenranta gewann sie ihre zweite finnische Meisterschaft.
2015 siegte Nokelainen bei Finnkampen („Finnenkampf“) in Stockholm, einem Leichtathletik-Länderkampf zwischen Schweden und Finnland, der jährlich an wechselnden Orten in beiden Ländern ausgetragen wird. Bei der Sommer-Universiade 2015 in Gwangju wurde sie Neunte. Bei den Leichtathletik-Europameisterschaften 2016 in Amsterdam schied sie im Finale aus.
Bei den Eliittikisat 2016, einem jährlich in Finnland ausgetragenem internationalen Leichtathletikwettkampf, erreichte Nokelainen am 27. August 2016 in Lapeenranta mit 62,13 m ihren eigenen Bestwert.

## Privates
Nokelainen studierte Deutsche Sprache und Kultur an der Universität Ostfinnland in Joensuu. Ihre 2022 eingereichte Masterarbeit behandelt gendergerechte Sprache in amtlichen Texten in Deutschland. Sie lebt in Helsinki (Stand: 2020).